# Podsatelit
Podsatelit je prirodni ili umjetni satelit koji orbitira oko drugog prirodnog satelita, tj. "mjesečev mjesec".
Iz empirijskog ispitivanja prirodnih satelita u Sunčevom sustavu proizlazi da podsateliti mogu biti elementi planetarnih sustava. U Sunčevom sustavu, divovski planeti imaju velike zbirke prirodnih satelita. Većina otkrivenih egzoplaneta su divovski planeti; barem jedan, Kepler-1625b, može imati vrlo velik egzomjesec, nazvan Kepler-1625b I. Stoga je razumno pretpostaviti da mogu postojati podsateliti u Sunčevom sustavu i u drugim planetarnim sustavima.
Bez obzira na to, od 2018. nije poznat niti jedan "mjesečev mjesec" ili podsatelit u Sunčevom sustavu ili izvan njega. U većini slučajeva, plimni učinci planeta učinili bi takav sustav nestabilnim.

## Mogući prirodni slučajevi

### Reja
Moguće otkrivanje prstenastog sustava oko Saturnovog prirodnog satelita Rea dovelo je do izračuna koji su pokazali da će sateliti koji orbitiraju oko Ree imati stabilne orbite. Nadalje, smatra se da su pretpostavljni prstenovi uski, pojava obično povezana s pastirskim mjesecima. Međutim, ciljane slike snimljene svemirskom letjelicom Cassini nisu uspjele otkriti nijedan podsatelit ili prsten povezan s Rejom veličine manje od nekoliko milimetara.

### Japet
Također je bilo predloženo da je Saturnov satelit Iapetus u prošlosti posjedovao podsatelit; ovo je jedna od nekoliko hipoteza koje su postavljene da bi se objasnio njegov neobični ekvatorijalni greben.

## Umjetni podsateliti
Mnoge letjelice su orbitirale Mjesecu, uključujući letjelice iz programa Apollo. Od 2018., nijedna letjelica nije orbitirala nijedan drugi mjesec. Sovjetski Savez bezuspješno je 1988. pokušao postaviti dvije robotske sonde na kvazi orbite oko marsovskog mjeseca Fobosa. Ali u lipnju 2022. bit će lansiran Jupiter Icy Moons Explorer (JUICE) za kojeg se očekuje se da će u Jupiterovu orbitu biti umetnut u siječnju 2030. godine. Ako misija uspije, letjelica će provesti osam mjeseci u orbiti oko Ganimeda, pritom će postati prva svemirska letjelica koja je ušla u orbitu nekog prirodnog satelta osim Mjeseca.